# Дахук
Дахук, известен още като Дохук (на арабски: دهوك) е град, административен център на област Дахук, Ирак. Населението на града през 2012 година е 283 608 души. Името на града означава „малко село“.

## Население
| Година | Население |
| ------ | --------- |
| 1965   | 16 803    |
| 2012   | 283 608   |

В града живеят главно кюрди, но има и асирийско малцинство.

## Побратимени градове
- Гейнсвил, САЩ